# Altavilla FR
| FR ist das Kürzel für den Kanton Freiburg in der Schweiz. Es wird verwendet, um Verwechslungen mit anderen Einträgen des Namens Altavilla zu vermeiden. |

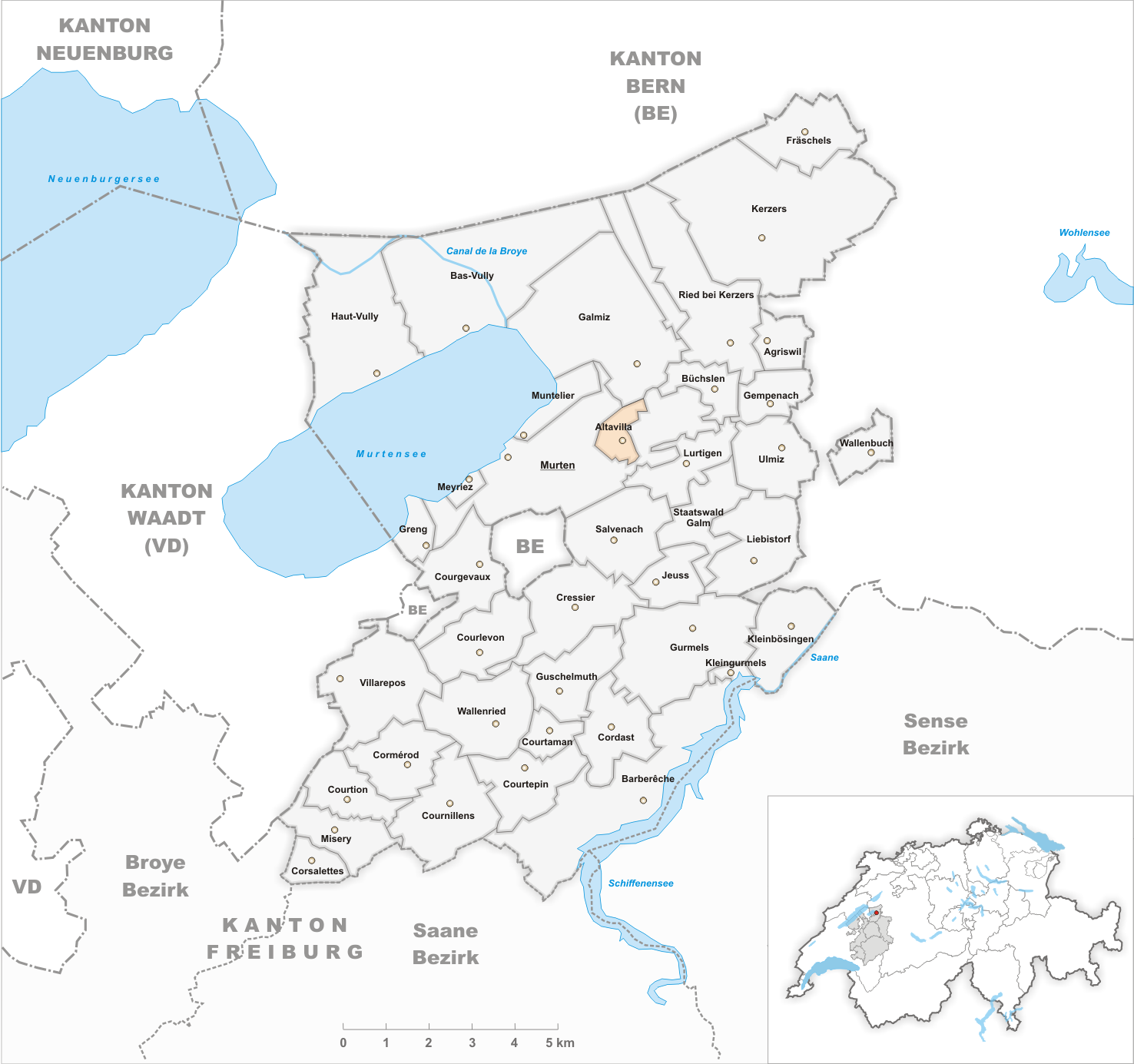
Gemeindestand vor der Fusion am 1. Januar 1991

Altavilla ist eine Ortschaft und früher selbständige politische Gemeinde im Seebezirk (französisch: District du Lac) des Kantons Freiburg in der Schweiz. Der ehemalige französische Name des Dorfes war Hauteville; für Altavilla wurde daher früher auch der eingedeutschte Name Altenfüllen verwendet (dies ist auch der Name der Gemeinde Hauteville FR). Am 1. Januar 1991 wurde Altavilla nach Murten eingemeindet.

## Geographie
Altavilla liegt auf 537 m ü. M., drei Kilometer östlich des Bezirkshauptortes Murten (Luftlinie). Das Bauerndorf erstreckt sich in einer Mulde auf dem Hochplateau südlich des Grossen Mooses, im vom eiszeitlichen Rhonegletscher überformten Molassehügelland des nördlichen Freiburger Mittellandes zwischen dem Murtensee und dem Saanetal. Die ehemalige Gemeindefläche betrug rund 0,9 km². Sie umfasste die Mulde von Altavilla, die von einem rechten Seitenbach des Burggrabenbachs in Richtung Murtensee entwässert wird, sowie die umliegenden Waldhöhen Gulteholz (562 m ü. M., im Westen), Buggli (bis 572 m ü. M., im Süden) und Bloster (577 m ü. M., im Osten).

## Bevölkerung
Mit 117 Einwohnern (1990) zählte Altavilla vor der Fusion zu den kleinen Gemeinden des Kantons Freiburg. Die Bewohner sind überwiegend deutschsprachig. 1850 hatte das Dorf 180 Einwohner, 1900 136 Einwohner. Nach einer weiteren kontinuierlichen Bevölkerungsabnahme waren 1970 nur noch 89 Personen registriert. Zu Altavilla gehören einige Einzelhöfe.
Einwohnerzahlen: Volkszählungsdaten

## Wirtschaft
Altavilla war bis in die zweite Hälfte des 20. Jahrhunderts ein vorwiegend durch die Landwirtschaft geprägtes Dorf. Noch heute haben der Ackerbau, der Obstbau und die Viehzucht einen wichtigen Stellenwert in der Erwerbsstruktur der Bevölkerung. In den letzten Jahrzehnten hat sich das Dorf auch zu einer Wohngemeinde entwickelt. Viele Erwerbstätige sind deshalb Wegpendler, die hauptsächlich in der Region Murten arbeiten.

## Verkehr
Das Dorf liegt abseits der grösseren Durchgangsstrassen, die Hauptzufahrt erfolgt von der Hauptstrasse Murten-Bern. Durch die Buslinie der Transports publics Fribourgeois, welche die Strecke von Murten nach Gümmenen bedient, ist Altavilla an das Netz des öffentlichen Verkehrs angebunden.

## Geschichte
Das Gebiet von Altavilla war schon sehr früh besiedelt. So wurden im Murtenwald östlich des Dorfes Tumuli aus der Hallstattzeit entdeckt, in denen reiche Funde (Lignitarmbänder, Bronzeobjekte) gemacht wurden. Auch aus der Römerzeit sind einige Siedlungsspuren bekannt.
Die erste urkundliche Erwähnung des Ortes erfolgte 1340 unter dem Namen Alta villa (hoher Hof). Seit dem Mittelalter unterstand Altavilla der Herrschaft Murten. 1475 gelangte das Dorf als Teil der Landvogtei Murten unter die gemeinsame Verwaltung der Stände Bern und Freiburg. Die Sandsteinbrüche nördlich des Dorfes, die noch bis 1820 benutzt wurden, lieferten unter anderem das Material für den Bau der Ringmauer um die Stadt Murten. Nach dem Zusammenbruch des Ancien Régime (1798) kam Altavilla an den Kanton Freiburg. Während der Helvetik und der darauf folgenden Zeit gehörte es zum Distrikt Murten, bevor es 1848 mit der neuen Kantonsverfassung in den Seebezirk eingegliedert wurde. Altavilla besitzt keine eigene Kirche, es gehört zur Pfarrei Murten. Mit Wirkung auf den 1. Januar 1991 wurde Altavilla nach Murten eingemeindet.

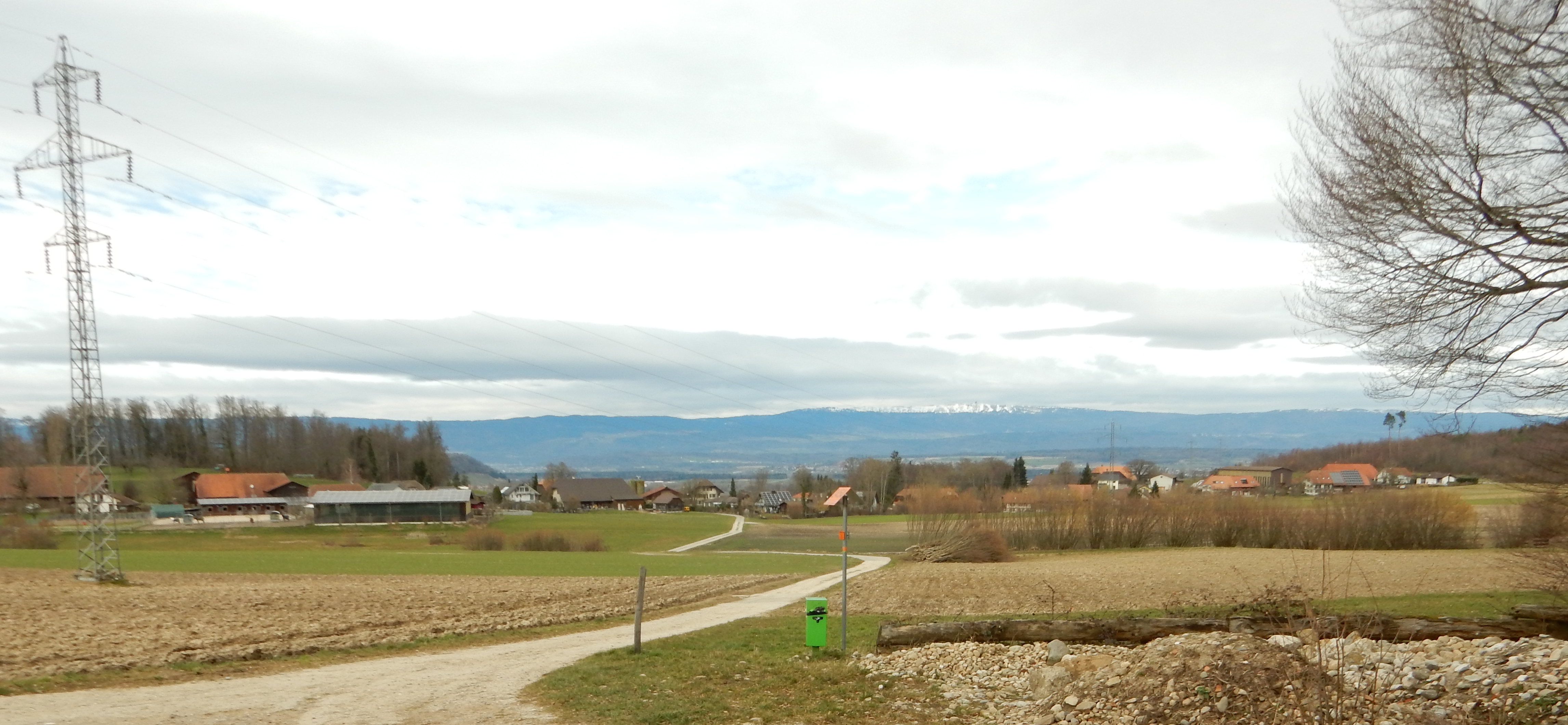
Ein Teil von Altavilla von Süden gesehen, hinten der Chasseral
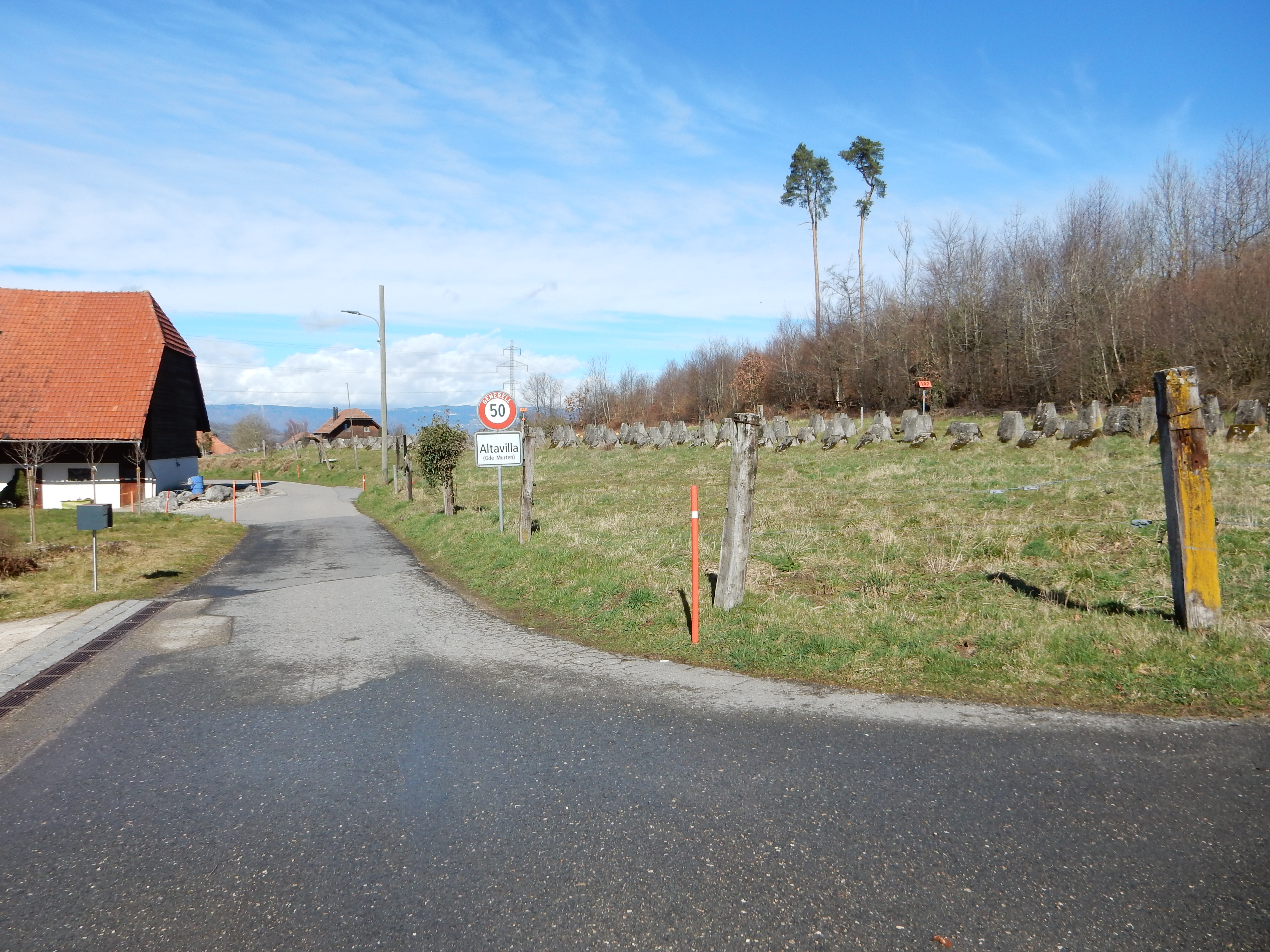
Altavilla mit historischer Panzersperre
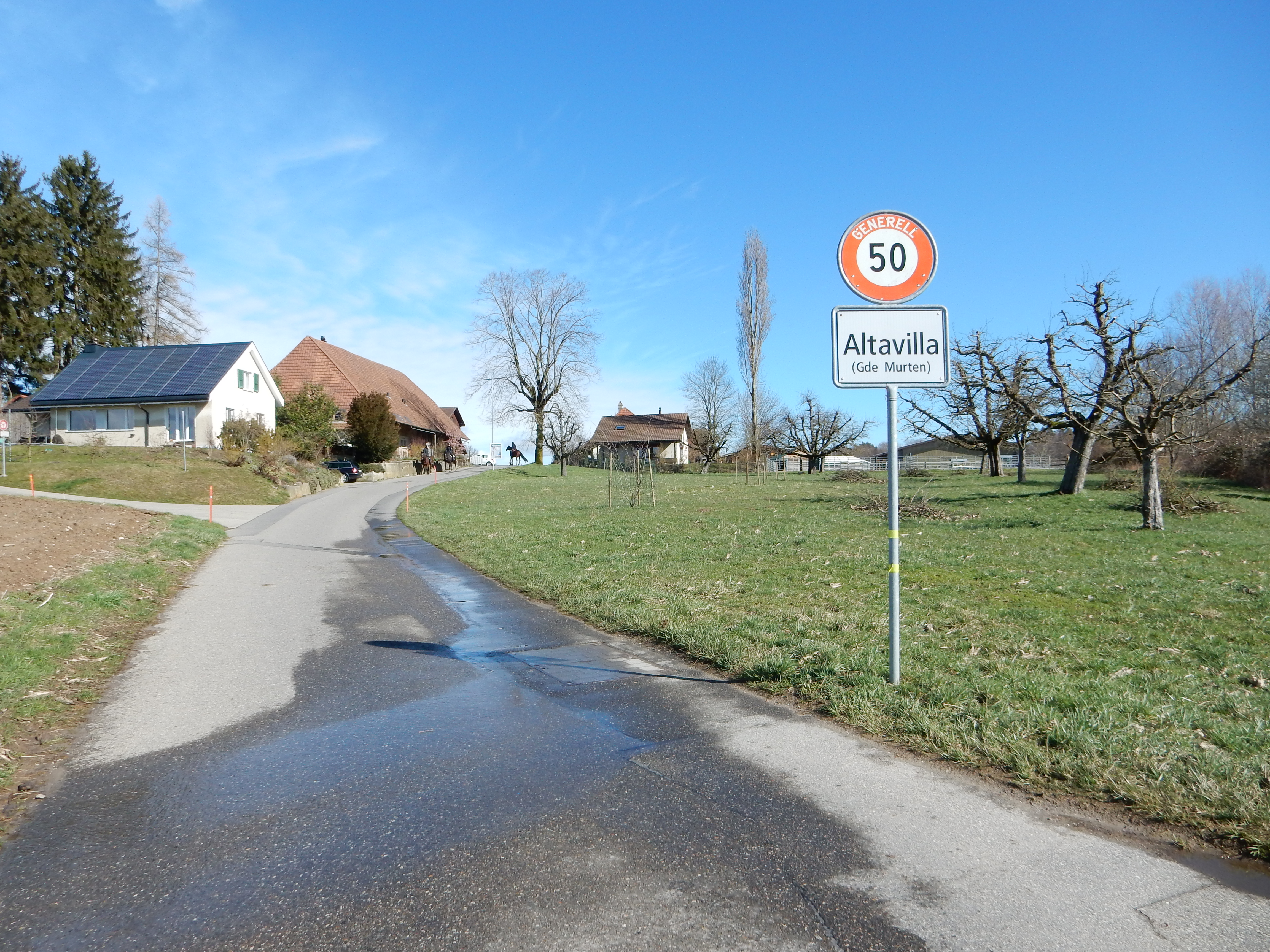
Altavilla von Südwesten gesehen
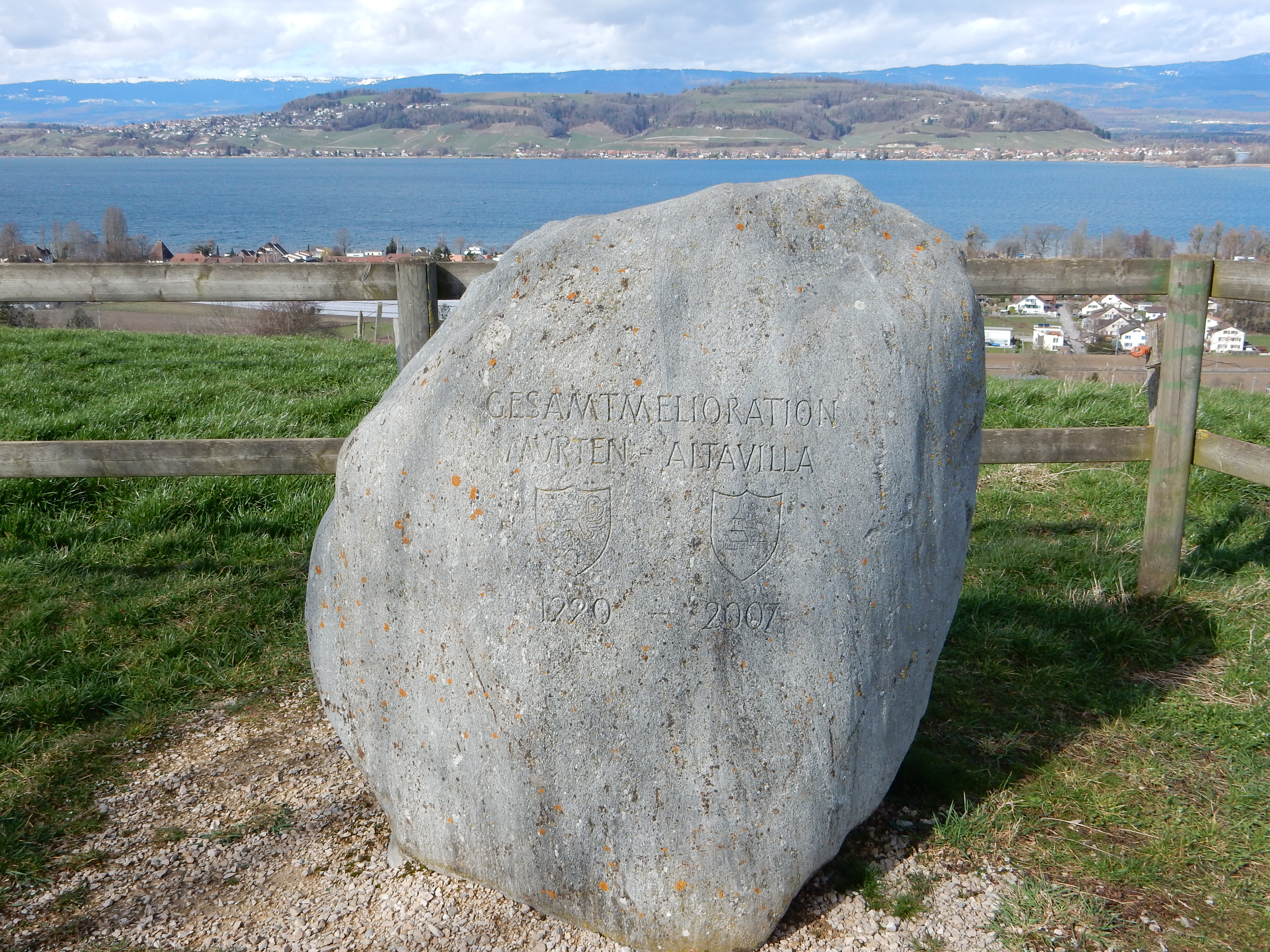
Gedenkstein zur Gesamtmelioration Murten-Altavilla, 1990–2007